# Kindlifresserbrunnen
Kindlifresserbrunnen (v místním dialektu Chindlifrässerbrunne, česky Fontána požírače dětí) je fontána ve švýcarském hlavním městě Bernu. Nachází se na náměstí Kornhausplatz v historickém centru města, které patří ke Světovému dědictví.
Fontánu v letech 1545 až 1546 vytvořil Hans Gieng. Původně se jí říkalo Platzbrunnen, použití současného názvu je poprvé doloženo roku 1666. Má podobu korintského sloupu, jehož patu zdobí vlys v podobě medvědů s puškami a bandalíry (medvěd je jako mluvící znamení vyobrazen v bernském městském znaku). Na vrcholu sloupu sedí polychromovaná postava obra lidožrouta, který si strká do úst malé dítě a další děti má v pytli přehozeném přes rameno.
Symbolika sochy je nejasná. Lidožrout má špičatý klobouk, jaký tehdy nosili Židé, proto je pokládán za antisemitskou karikaturu odkazující na údajnou rituální vraždu, k níž v Bernu došlo v roce 1294. Další vysvětlení vychází z postavy Saturna polykajícího děti, jehož Georg Pencz namaloval s podobnou pokrývkou hlavy. Dětí je na fontáně osm, stejně jako původních kantonů, proto může zlobr také představovat nepřítele Švýcarska, patrně vévodu Karla Smělého. Podle jiného výkladu jde o maškaru z tradičního karnevalu Bärner Fasnacht – proti tomu je ovšem namítáno, že socha vznikla v období reformace, které masopustním oslavám nepřálo.
O fontáně se ve svých dílech zmiňují Jacques Chessex a David Einhorn.